# フルオロメタン
フルオロメタン (fluoromethane) とは、示性式が CH3F と表される有機化合物。フッ化メチル、フロン41、HFC-41とも呼ばれる。無色の気体。
広義にはメタンの水素原子をいくつかフッ素で置換した化合物群を意味し、区別するために「フルオロメタン類 (fluoromethanes)」と呼ばれる。
フロン類（ハイドロフルオロカーボン）の一種である。温室効果が知られ、温暖化係数 (GWP) は 150。オゾン層破壊作用はない。
半導体工業で、ケイ素表面のエッチング剤として用いられる。